# Lister tingrett
Lister tingrett is een tingrett (kantongerecht) in de Noorse fylke Agder. Het gerecht is gevestigd in Farsund. De naam verwijst naar het historische district Lister.
Het gerechtsgebied omvat de gemeenten Farsund, Hægebostad, Flekkefjord, Lyngdal en Kvinesdal. Lister maakt deel uit van het ressort van Agder lagmannsrett. In zaken waarbij beroep is ingesteld tegen een uitspraak van Lister zal de zitting van het lagmannsrett meestal worden gehouden in Kristiansand.